# Cabo-Llanos

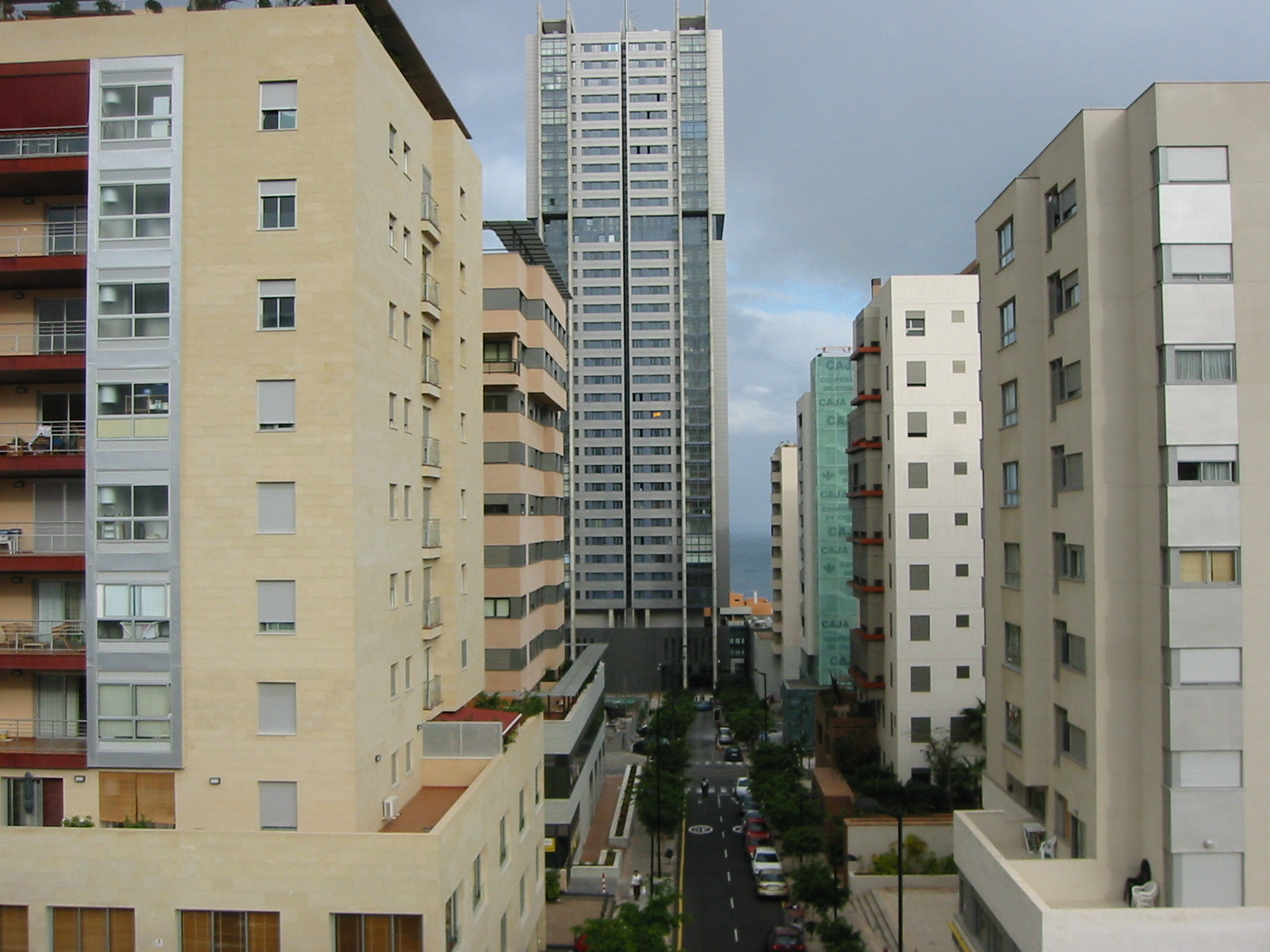
Vista de una de las Torres de Santa Cruz.

Cabo-Llanos o Cabo Llanos, también denominada la Milla de Oro de Santa Cruz de Tenerife, es una zona de Santa Cruz de Tenerife (Canarias, España) formada por los barrios de Los Llanos y El Cabo. 

## Historia
Lo que hoy se llama Cabo-Llanos debe su nombre a un proyecto del Ayuntamiento para urbanizar el territorio que comprendían los dos barrios (El Cabo y Los Llanos) y que se denominó Plan Cabo-Llanos. Se comenzó a utilizar esa abreviatura para llamar a la idea y se quedó en el habla general, considerando a esta zona, a menudo, como un único barrio.
Es la zona de expansión de la ciudad de Santa Cruz, superficie que antes de 1992 estaba ocupaba en su mayoría por instalaciones de la Refinería de Santa Cruz de Tenerife y que el entonces alcalde, José Emilio García Gómez, logró recuperar para la capital de la isla. Actualmente esta zona de la ciudad está inmersa en un importante boom constructor que se ha apodado "Manhattanización", debido a la presencia de edificios altos y por el trazado de las calles que imita a la de las ciudades estadounidenses.

## Proyectos
En la actualidad está previsto la construcción de varios edificios destinados para diferentes usos en el lugar, sin embargo debido a la crisis económica estos proyectos están paralizados de momento, entre ellos destacan:
- La Ciudad de la Justicia: Albergará diferentes juzgados y será la sede de la Audiencia Provincial de Santa Cruz de Tenerife. Es un proyecto elaborado por el equipo de arquitectos Correa y Estévez que resultó ganador de un concurso de ideas convocado en el año 2006.[3]

- La Estación de los Trenes del Norte y el Sur de Tenerife: La parada se ubicará en el frente del actual Intercambiador de Santa Cruz y la parada del tranvía. El proyecto, que necesitó de dos concursos de ideas debido a que las soluciones a su integración no estaban saldadas, contempla que la parada sea subterránea. La actual infraestructura gestionada por la compañía de transportes Titsa le dará la cobertura necesaria en cuanto a las necesidades complementarias, como son los 1.416 aparcamientos con los que cuenta y las múltiples zonas de servicios.[4]

- La Con-catedral de Cabo Llanos (también llamada Basílica de Cabo Llanos o Basílica del Santo Hermano Pedro): Con una superficie de 2.000 metros estará dedicada al Santo Hermano Pedro, será la parroquia central de la vicaría de Santa Cruz de Tenerife y contendría parte de las reliquias del primer santo canario. Está concebida para tener una arquitectura futurista del mismo modo que el cercano Auditorio de Tenerife. Inicialmente este templo fue adjudicado a Rafael Moneo, autor de entre otros proyectos de la Catedral de Nuestra Señora de Los Ángeles en la ciudad de Los Ángeles (Estados Unidos), sin embargo este proyecto como los demás se encuentra actualmente paralizado.[5]

## Demografía
| 2004  | 2005  | 2006  | 2007  | 2008  | 2009  | 2010  |
| ----- | ----- | ----- | ----- | ----- | ----- | ----- |
| 1.696 | 2.481 | 1.813 | 2.275 | 2.574 | 2.804 | 3.102 |

## Edificios y lugares de interés
- Torres de Santa Cruz
- Auditorio de Tenerife
- Parque Marítimo César Manrique

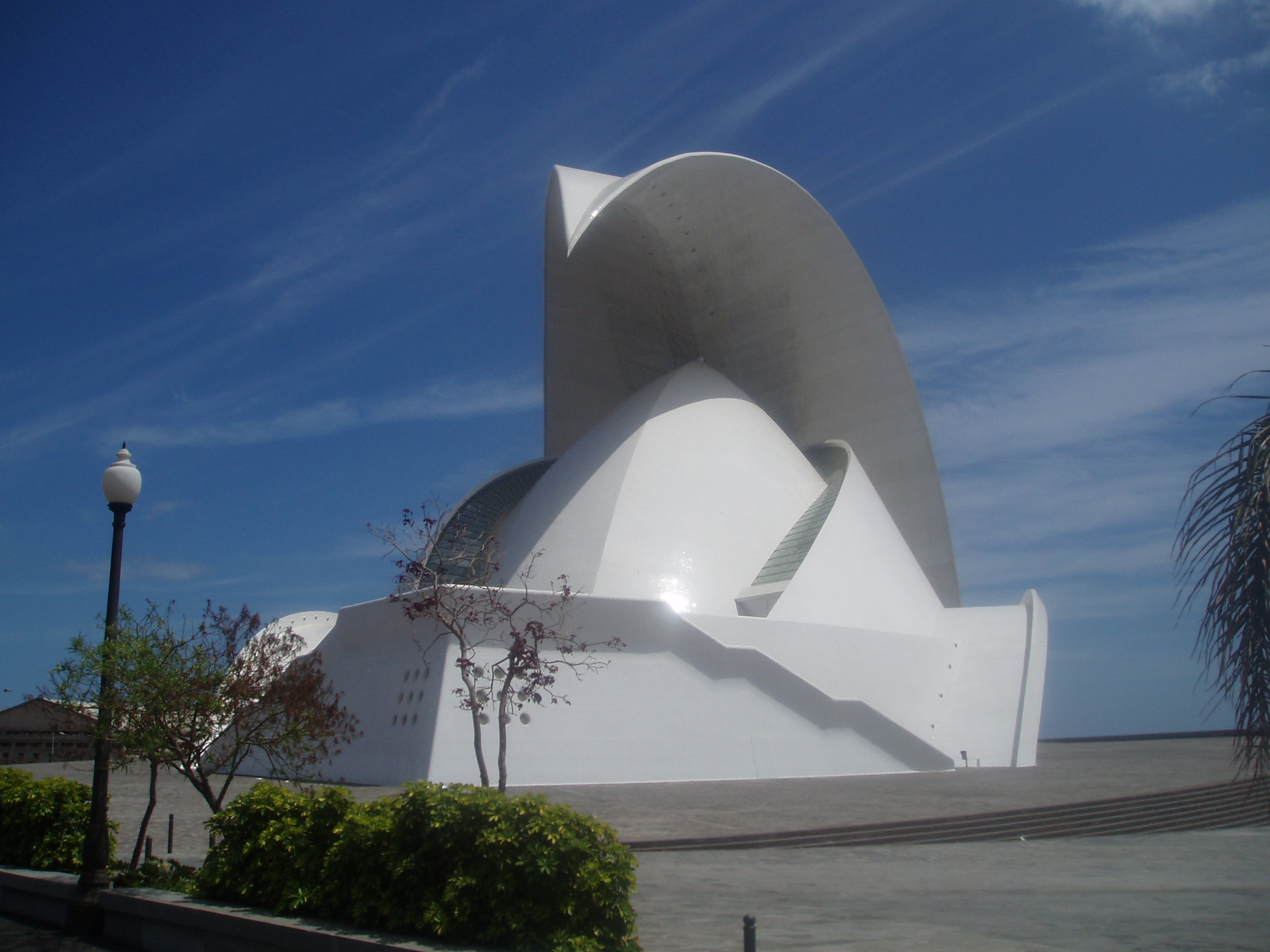
Auditorio de Tenerife desde la Avenida de la Constitución.

- Palmetum de Santa Cruz de Tenerife
- Centro Internacional de Ferias y Congresos de Tenerife
- Ermita de Nuestra Señora de Regla
- Mercado de Nuestra Señora de África
- Casa de la Pólvora
- Castillo de San Juan
- Intercambiador de Transportes de Santa Cruz de Tenerife
- Rascacielos de la avenida Tres de Mayo